# Eagles de Georgia Southern

Marque déposée.

Les Eagles de Georgia Southern (en anglais : Georgia Southern Eagles) sont un club omnisports universitaire de l'université du Sud de la Géorgie, une université publique de l'État de Géorgie située à Statesboro, dans le Comté de Bulloch.
Les équipes des Eagles participent aux compétitions universitaires organisées par la National Collegiate Athletic Association (NCAA) notamment en football américain dans 15 disciplines sportives.
Membres de la Southern Conference en NCAA Division I Football Championship Subdivision (FCS) jusqu'en 2014, le programme de football américain intègre en 2014, la Sun Belt Conference en NCAA Division I Football Bowl Subdivision (FBS) et devient éligible pour disputer un bowl dès la saison 2015.
Avec 6 titres de champion national et 11 titres de conférence, le programme des Eagles est le plus titré de la NCAA Division I FCS.

## Football américain
Les Eagles ont eu une équipe de football de 1924 à 1941 qui a cessé de jouer à partir de la Seconde guerre mondiale. L'équipe de football américain n'a redémarré qu'en 1981, décrochant ensuite le meilleur palmarès de la division en moins de 20 ans.

### Conférences
- NCAA Division I FCS :
  - Indépendants (1924–1941, 1982–1991) ;
  - Southern Conference (1992–2013).
- NCAA Division I FBS :
  - Sun Belt Conference (depuis 2014).

### Palmarès
En NCAA Division I FCS :
- Champion national en FCS (6) : 1985, 1986, 1989, 1990, 1999 et 2000.
- Finales FCS perdues en (2) : 1988 et 1998.
- Titres de conférence (11) : 1996, 1997, 1998, 1999†, 2000, 2001†, 2002, 2004†, 2011, 2012†, 2014

Note : † titre partagé

### Bowls NCAA Division I FBS
Depuis 2015, les Eagles ont participé à six bowls et présentent un bilan de 3 victoires et 3 défaites :
| Saison | Entraîneur         | Bowl              | Adversaire                 | Résultat   |
| ------ | ------------------ | ----------------- | -------------------------- | ---------- |
| 2015   | Dell McGee (en)    | GoDaddy Bowl      | Falcons de Bowling Green   | G, 58 – 27 |
| 2018   | Chad Lunsford (en) | Camellia Bowl     | Eagles d'Eastern Michigan  | G, 23 – 21 |
| 2019   | Chad Lunsford (en) | Cure Bowl         | Flames de Liberty          | P, 16 – 23 |
| 2020   | Chad Lunsford (en) | New Orleans Bowl  | Bulldogs de Louisiana Tech | G, 38 – 3  |
| 2022   | Clay Helton (en)   | Camellia Bowl     | Bulls de Buffalo           | P, 21 - 23 |
| 2023   | Clay Helton (en)   | Myrtle Beach Bowl | Bobcats de l'Ohio          | P, 21 - 41 |